# Elrohir
Elrohir es un personaje ficticio perteneciente al legendarium del escritor británico J. R. R. Tolkien y que aparece en su novela El Señor de los Anillos. Es un peredhil o «medio elfo», hijo de Elrond y Celebrían, sobrino de Elros, y nieto, por lo tanto, de Galadriel y Celeborn. Era el hermano gemelo de Elladan y hermano también de Arwen. Su nombre significa ‘elfo-jinete’, posiblemente debido a sus grandes habilidades de caballería.

## Historia
Diestro guerrero que vivía con su familia en Rivendel. En el año 2509 de la Tercera Edad, una patrulla de orcos secuestró a su madre, Celebrían, a la que torturaron hasta que Elrohir, junto con su hermano Elladan, la encontraron y la rescataron. Elrond la curó con su magia, pero a causa de aquello se desvanecieron en ella las ganas de vivir, y terminó por partir hacia los Puertos Grises para embarcar hacia Aman, dejando a su esposo y a sus tres hijos en la Tierra Media.
Elrohir era amigo y compañero de armas de los Montaraces del Norte, a quienes ayudó siempre en compañía de su hermano, a defender los vestigios de Arnor del Enemigo después de la caída del Reino del Norte.
Durante la Guerra del Anillo, los dos hermanos ayudaron a Aragorn en las últimas batallas, siendo de los pocos representantes de los Elfos (junto con Légolas) en la Guerra. Aunque no se aclara en los libros, otros escritos de Tolkien descubren que la participación de los elfos en la lucha contra Sauron mayor, ya que Sauron atacó en varias ocasiones los reinos élficos de Lothlórien y el Bosque Negro.
De igual forma que su hermana, padre, tío y hermano, tenía la posibilidad de escoger entre la vida inmortal, propia de los elfos, o compartir la mortalidad y el destino de los Hombres. Se dice de forma explícita que permaneció junto con su hermano en Rivendel por un tiempo aun después de la partida de su padre. Se desconoce la fecha en la que decidió partir finalmente hacia Aman, o incluso si llegó a hacerlo.
- Datos: Q3754051